# Howl (2015)
Howl (br O Uivo) é um filme independente britânico de terror, dirigido por Paul Hyett e estrelado por Ed Speleers.

## Sinopse

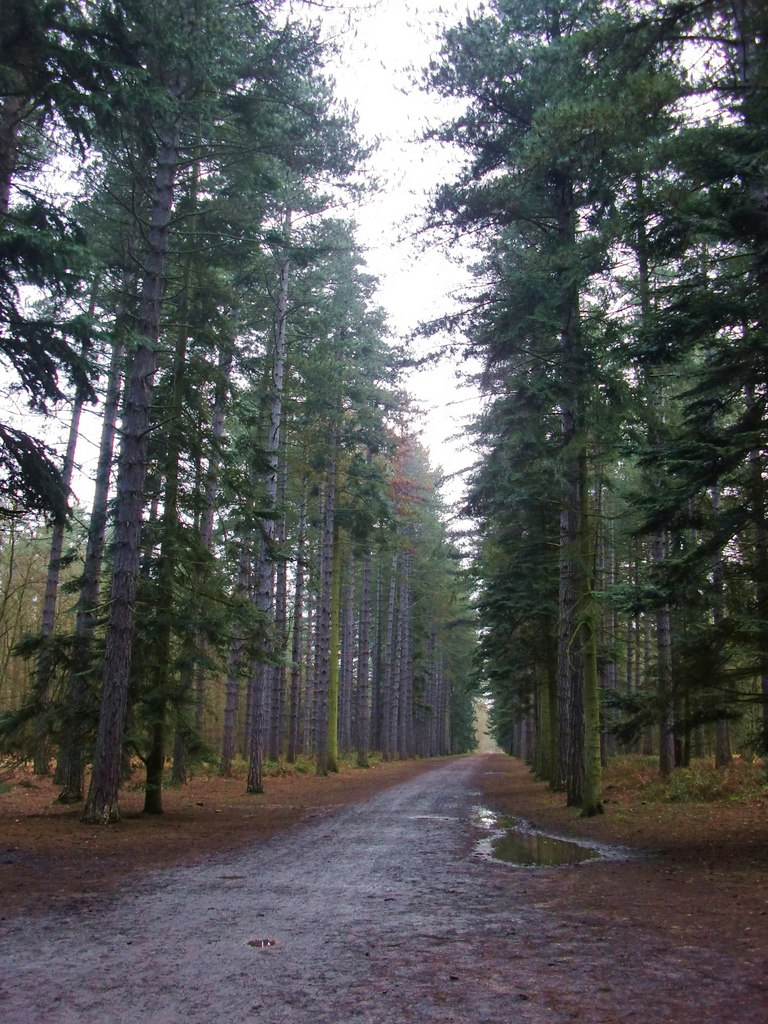
Black Park.

Joe, um ambicioso jovem guarda de trem em Londres, está na última viagem de um turno em uma noite de lua cheia e tempestuosa, com um grupo de passageiros que conta com uma adolescente extremamente desagradável e uma mulher de negócios workaholic. De repente o trem atinge algo nos trilhos e quebra no meio de uma floresta ficando sem comunicação. Ao perceber uma ameaça desconhecida à espreita na floresta, o grupo precisará se unir para sobreviver a um feroz inimigo.

## Elenco
- Ed Speleers como Joe
- Shauna Macdonald como Kate
- Elliot Cowan como Adrian
- Holly Weston como Ellen
- Amit Shah como Matthew
- Rosie Day como Nina
- Calvin Dean como Paul
- Brett Goldstein como David, o novo supervisor
- Sam Gittins como Billy
- Ania Marson como Jenny
- Duncan Preston como Ged
- Sean Pertwee como Tony, o maquinista

## Filmagens
As cenas internas do trem foram filmadas em Croydon, Londres, e na Estação Waterloo em Lambeth. Cenas externas do trem foram filmadas no Black Park Country Park, zona adjacente a Pinewood Studios.